# Antonio Lukitx
Antonio Lukitx (en ucraïnès; Антоніо Лукіч; Újhorod, 1992) és un cineasta ucraïnès. Al llarg de la seva carrera, Lukitx ha guanyat diversos premis tant nacionals com internacionals. Un d'aquests premis és l'Artista meritori d'Ucraïna que se li va concedir el març del 2021. Aquesta condecoració honorífica estatal s'atorga a aquells que fan contribucions importants i aconsegueixen un èxit notable en el cinema i l'art per a Ucraïna.

## Biografia
Entre 2011 i 2015, va estudiar a la Universitat Nacional de Teatre, Cinema i Televisió de Kíiv i va obtenir una llicenciatura en direcció, tot estudiant amb el productor i director Volodímir Osseledtxik.
La primera pel·lícula d'Antonio Lukitx, Ribi ozera Baikal, estrenada el 2014, va guanyar el premi al millor documental al Festival Internacional de Cinema CineRail de París. La seva pel·lícula de graduació, V Mantxestere xel dojd, va guanyar el guardó al millor curtmetratge del Festival Internacional de Cinema d'Odessa de 2016.
El 2019 es va estrenar el seu llargmetratge de debut Moї dumki tikhi.

## Filmografia

### Pel·lícules d'estudiant
- Txi legko buti molodim? (6 minuts, documental, 2011)
- Privit, sestro! (16 min, 2012)
- Ribi ozera Baikal (22 minuts, documental, 2013)
- Khto pidstaviv Kima Kuzina? (26 min, fals documental, 2014)
- V Mantxestere xel dojd (2016) — Millor curtmetratge del Festival Internacional de Cinema d'Odessa de 2016.[2]

### Televisió
- Koroli Palat (2019)

### Websèries
- Seks, Insta i ZNO (2020)

### Llargmetratges
- Moї dumki tikhi (2019) —Premi East of West del Festival Internacional de Cinema de Karlovy Vary 2019,[4] Premi Descobriment del Festival de Cinema de Raindance[5]

## Premis i reconeixements
- 2020 - Premi Nacional de Cinema d'Ucraïna Dziga d'Or:[6][7]
  - a la millor pel·lícula
  - al millor guió: Antonio Lukitx i Valeria Kaltxenko
  - Premi Obertura de l'Any
- 2020 - Premi Ukraïnska Pravda - Artista de l'any[8]